# Brachyrhaphis cascajalensis
Brachyrhaphis cascajalensis är en fiskart som först beskrevs av Meek och Hildebrand, 1913.  Brachyrhaphis cascajalensis ingår i släktet Brachyrhaphis och familjen Poeciliidae. Inga underarter finns listade.